# Aggregation (Informatik)
Eine Aggregation in der Informatik ist entweder
- Ein Abstraktionsbegriff in der semantischen Datenmodellierung von Informationssystemen,
- eine Verbindung zwischen Daten oder Objekten,
- der Prozess des Erstellens von Metadaten aus Daten (die Daten werden hierbei einer bestimmten Gruppe zugeordnet und es werden allgemeine Aussagen über die gesamte Gruppe gemacht).

Für die Untergebiete der Informatik gibt es jedoch noch weitere Bedeutungen.

## Semantische Datenmodellierung
Um komplexe Informationssysteme zu modellieren, werden Objekte in mehreren Abstraktionshöhen betrachtet. Die Aggregation ist, neben der Generalisierung, eine Methode komplexere Objekte zu betrachten. So wird, in Anlehnung an die Mereologie, eine Beziehung zwischen zusammengesetzten Objekten und ihren Bestandteilen berücksichtigt. Bei dieser Beziehung von Teilen zu einem Ganzen können verschiedene Möglichkeiten vorkommen:
- Kann ein Teil ohne das Ganze weiterbestehen? Z.B. wenn ich ein Auto aus dem System entferne, können die Bestandteile weiter existieren.
- Überlebt das Ganze die Entfernung eines Teiles?  Ist ein Auto ohne Motor noch ein Auto? Und ohne ein Rad?
- Kann ein Teil an mehreren Ganzen teilhaben? Z.B. ich kann mich in mehrere Vorlesungen einschreiben.
- Ein Ganzes kann verschiedenartig geteilt werden. Z.B. ein menschlicher Körper besteht aus Kopf, Gliedern und Oberkörper oder aus Atmungssystem, Kreislauf und Verdauungssystem.

Andererseits kann eine Aggregation homogen oder heterogen sein. Bei einer homogenen Aggregation, auch Gruppierung genannt, sind alle Teile vom gleichen Typ. So z. B. eine Klasse von Schülern. Bei einer heterogenen Aggregation, auch Komposition genannt, ist die Anzahl der Teile meistens vorbestimmt und jeder Teil ist von einer anderen Art. So, ein Auto oder ein menschlicher Körper.

## Datenbank
(SQL-)Anfragen an ein Datenbankmanagementsystem geben meist Mengen von Datensätzen zurück. Jedoch können durch Aggregatfunktionen auch zusammengefasste Informationen ermittelt werden. Ein einfaches Beispiel ist die Errechnung eines Durchschnittsalters aus einer Personentabelle.
Beispiel: Durchschnittsalter
Bei einer vorhandenen Personentabelle mit den Spalten Name und Alter soll das Durchschnittsalter errechnet werden.
| Name    | Alter |
| ------- | ----- |
| Hans    | 25    |
| Herbert | 37    |
| Helmut  | 56    |

Mit SELECT Name, Alter FROM Personen können alle Datensätze erhalten werden. Eine Aggregation (das Errechnen des Durchschnittsalters) könnte per programmierter Anwendungslogik nachträglich durchgeführt werden.
Die modifizierte Anfrage SELECT AVG(Alter) FROM Personen (AVG steht für average, dt. Durchschnitt) gibt das Durchschnittsalter sofort zurück (in diesem Fall 39 1/3).

### „is-part-of“-Beziehung
Eine andere Verwendung des Begriffs Aggregation ist auch beim Entity-Relationship-Modell zu finden. So können hier mehrere Einzelobjekte logisch zu einem
Gesamtobjekt zusammengefasst werden. Dies geschieht mit der „is-part-of“-Beziehung.

### OLAP
Ähnliche Verwendung findet Aggregation auch im Bereich der OLAP-Systeme. Hier gilt das gleiche Prinzip wie bei den einfachen Aggregatsfunktionen von SQL. Jedoch handelt es sich dort um die Verdichtung ganzer Datenwürfel.

## Objektorientierte Softwareentwicklung

Beispiele für Komposition und Aggregation in UML

In der objektorientierten Programmierung spezifiziert die Aggregation eine Assoziation zwischen Objekten.
Im Gegensatz zur Komposition (die ebenfalls eine „ist-Teil-von“-Assoziation beschreibt) kann das Teil-Objekt ohne das Aggregat-Objekt existieren; Es wird also nicht automatisch beim Löschen des Aggregat-Objekts mitgelöscht.
In der UML wird die Aggregation durch eine leere, die Komposition durch eine ausgefüllte Raute auf der Seite der Aggregat-Klasse symbolisiert.
Beispiel: Ehe versus Gebäude (C++)
Aggregation: Eine Ehe besteht aus zwei Ehepartnern, die auch nach einer Scheidung der Ehe als eigenständige Personen fortbestehen.
```
class
 
Ehe
 
// Beispiel einer Aggregation.

{

private
:

    
Person
&
 
_partner1
;
 
// Enthaltener Teil.

    
Person
&
 
_partner2
;
 
// Enthaltener Teil.

public
:

    
// Initialisierender Konstruktor.

    
Ehe
 
(
Person
&
 
partner1
,
 
Person
&
 
partner2
)

        
:
 
_partner1
(
partner1
),
 
_partner2
(
partner2
)

    
{
 
}

};

```

Komposition: Im Unterschied dazu besteht ein Gebäude aus Stockwerken, die nach dessen Abriss nicht eigenständig fortbestehen.
```
class
 
Gebaeude
 
// Beispiel einer Komposition.

{

private
:

    
std
::
vector
<
Stockwerk
>
 
_stockwerke
;
 
// Enthaltene Teile.

public
:

    
// Initialisierender Konstruktor.

    
Gebaeude
(
std
::
size_t
 
anzahlStockwerke
)

        
:
 
_stockwerke
(
anzahlStockwerke
)

    
{

        
if
 
(
anzahlStockwerke
 
<
 
1
)

            
throw
 
std
::
logic_error
(
"Das Gebäude muss mindestens 1 Stockwerk haben."
);

    
}

};

```

## Routing
Aggregation bedeutet im Zusammenhang mit Routingprotokollen (beispielsweise BGP, OSPF oder IS-IS), dass mehrere spezifischere Routen (teilweise englisch Prefixes genannt) zu einer weniger spezifischen Route zusammengefasst werden können, ohne dass die enthaltene Ziel-Information dadurch inhaltlich verändert wird. Sinn dieser Maßnahme ist, die Anzahl der zu verwaltenden Routen zu minimieren und damit die Stabilität des Routingprotokolls zu steigern.
Das Prinzip der Routen-Aggregierung basiert auf Classless Inter-Domain Routing.
Aggregation kann auch zum Steuern des Routings verwendet werden, indem ein Teil einer aggregierten Route durch eine genauere Route (englisch more specific) ebenfalls propagiert wird. Die genauere Route gewinnt hier für das spezifischere Ziel, während der übrige Bereich der aggregierten Route folgt.